# Денте, Юсеф Готлиб
Юсеф Готлиб Денте (швед. Joseph Gottlieb Dente; 23 января 1838 — 24 мая 1905) — шведский скрипач, композитор и музыкальный педагог.

## Биография
Учился в Стокгольме у Франца Бервальда и в Брюсселе у Юбера Леонара. С 1853 г. играл на скрипке в Королевской капелле, в 1872—1885 гг. её дирижёр. В 1882—1903 гг. преподавал композицию и инструментовку в Королевской Высшей школе музыки, среди его учеников были, в частности, Отто Ульсон и Карл Вольфарт. Написал симфонию ре минор, скрипичный концерт, оперетту «Марокко» (1866), камерные сочинения, песни.